# Søren P. Rasmussen
Søren P. Rasmussen (nascido em 6 de agosto de 1967) é um político dinamarquês que serviu como prefeito do município de Lyngby-Taarbæk de 2010 a 2013, eleito pelo Partido Popular Conservador. Ele foi eleito pela primeira vez para o conselho municipal de Lyngby-Taarbæk em 2000, e permaneceu no conselho até 26 de junho de 2020, quando se mudou para a França.